# Luis Navarro Lucas
Luis Navarro Lucas (1947) es un ingeniero agrónomo y profesor investigador español, cuyos trabajos para el desarrollo de herramientas biotecnológicas que mejoren genéticamente los cultivos han sido reconocidos internacionalmente.

## Biografía
Doctor ingeniero agrónomo por la Universidad Politécnica de Valencia, cursó estudios postdoctorales en la Universidad de California. Desde 1974 comenzó a trabajar en el Instituto Valenciano de Investigaciones Agrarias (IVIA), donde ha desarrollado la mayor parte de su carrera como investigador científico. Llegó a dirigir el IVIA, institución en la que es el máximo responsable del Centro de Protección Vegetal y Biotecnología y es vocal del Consejo Rector. Ha gestionado distintos proyectos científicos y ha presidido la 'International Society of Citrus Virologist', cofundador y presidente de la Sociedad Española de Cultivo In Vitro de Tejidos Vegetales. También es miembro de la International Society of Citrus Nurserymen, Sociedad Latinoamericana de Fitopatología, Academia de Agricultura de Francia y preside la International Society of Citriculture.
Autor de más de doscientos trabajos publicados en revistas científicas nacionales e internacionales, entre sus galardones se encuentran la medalla de Orden de Mérito Agrícola en España, Premio Wilson Popenoe de la American Society for Horticultural Sciences, el Premio Jorge Pastor de investigación que otorga Ministerio de Agricultura de España y el Premio Rey Jaime I de 2004 en Nuevas Tecnologías, concedido por la Generalidad Valenciana, por «su contribución seminal al desarrollo de instrumentos tecnológicos para la mejora de la calidad y cantidad de la producción citrícola. Más específicamente, desarrolló la técnica de microinjertos de ápices caulinares in vitro para conseguir árboles libres de patologías originadas en virus, tiroides, fitoplasmas y bacterias».